# Terry Rossio
Terry Rossio, né le 2 juillet 1960 à Kalamazoo (Michigan, États-Unis), est un scénariste et producteur de cinéma américain.

## Biographie
Terry Rossio est né le 2 juillet 1960 à Kalamazoo, dans l'État du Michigan, aux États-Unis. Il est diplômé de la Saddleback High School (Santa Ana, Californie). Il a ensuite étudié à l'Université d'État de Californie à Fullerton. Il y a obtenu son Bachelor's degree of Arts, avec spécialisation sur la radiophonie, la télévision et le cinéma.
Son partenaire Ted Elliot et lui comptent parmi les scénaristes les plus prolifiques du cinéma américain des années 1990 à 2010, ayant coécrit plusieurs films populaires, dont Aladdin, Shrek et la saga Pirates des Caraïbes. Terry Rossio est d'ailleurs le 2e scénariste le plus prolifique de tous les temps, ses films totalisant des recettes d'environ 2,57 milliards de dollars US au box-office.

## Filmographie

### Scénariste
- 1989 : Little Monsters
- 1992 : Aladdin
- 1994 : Les Maîtres du monde (The Puppet Masters)
- 1998 : Small Soldiers
- 1998 : Le Masque de Zorro (The Mask of Zorro)
- 2000 : La Route d'Eldorado (The Road to El Dorado)
- 2001 : Shrek
- 2003 : Pirates des Caraïbes : La Malédiction du Black Pearl (Pirates of the Caribbean: The Curse of the Black Pearl)
- 2005 : La Légende de Zorro (The Legend of Zorro)
- 2006 : Pirates des Caraïbes : Le Secret du coffre maudit (Pirates of the Caribbean: Dead Man's Chest)
- 2006 : Déjà vu
- 2007 : Pirates des Caraïbes : Jusqu'au bout du monde (Pirates of the Caribbean: At World's End)
- 2011 : Pirates des Caraïbes : La Fontaine de jouvence (Pirates of the Caribbean: On Stranger Tides)
- 2013 : Lone Ranger : Naissance d'un héros (The Lone Ranger)
- 2022 : Maurice le chat fabuleux (The Amazing Maurice)
- 2024 : Godzilla x Kong: The New Empire d'Adam Wingard

### Producteur
- 2001 : Shrek

## Distinctions

### Nominations
- 2001 : Oscar du meilleur scénario adapté pour Shrek
- 2002 : Prix Nebula du meilleur scénario pour Shrek
- 2003 : Prix Bram Stoker du meilleur scénario pour Pirates des Caraïbes : La Malédiction du Black Pearl
- 2004 : Prix Hugo de la meilleure présentation dramatique pour Pirates des Caraïbes : La Malédiction du Black Pearl
- 2013 : Golden Raspberry Award du pire scénario pour Lone Ranger : Naissance d'un héros